# Дойс-Коррегус
Дойс-Коррегус (порт. Dois Córregos) — муниципалитет в Бразилии, входит в штат Сан-Паулу. Составная часть мезорегиона Бауру. Входит в экономико-статистический микрорегион Жау. Население составляет 25 245 человек на 2006 год. Занимает площадь 632,559 км². Плотность населения — 39,9 чел./км².

## История
Город основан 4 февраля 1856 года.

## Статистика
- Валовой внутренний продукт на 2003 составляет 243 255 656,00 реалов (данные: Бразильский институт географии и статистики).
- Валовой внутренний продукт на душу населения на 2003 составляет 10 137,34 реала (данные: Бразильский институт географии и статистики).
- Индекс развития человеческого потенциала на 2000 составляет 0,786 (данные: Программа развития ООН).

## География
Климат местности: субтропический. В соответствии с классификацией Кёппена, климат относится к категории Cfb.